# Battle Arena Toshinden
Battle Arena Toshinden Remix (Japans: バトルアリーナ闘神伝; Batoru Arīna Tōshinden) is een vechtspel dat in 1995 werd uitgebracht voor de Sega Saturn en PlayStation. Het computerspel laat het perspectief vanuit de derde persoon zien.

## Platforms
| Jaar | Platform                              |
| ---- | ------------------------------------- |
| 1995 | Arcade (??), PlayStation, Sega Saturn |
| 1996 | DOS, Game Boy                         |

## Ontvangst
| Beoordeeld door                 | Jaar | Platform    | Score |
| ------------------------------- | ---- | ----------- | ----- |
| Electric Playground             | 1996 | Game Boy    | 90%   |
| Total! (Duitsland)              | 1996 | Game Boy    | 85%   |
| PC Games                        | 1996 | DOS         | 83%   |
| PC Player (Denemarken)          | 1996 | DOS         | 83%   |
| Portable Review                 | 2004 | Game Boy    | 82%   |
| Electronic Gaming Monthly (EGM) | 1995 | PlayStation | 81%   |
| GamePro (US)                    | 1995 | PlayStation | 80%   |
| PC Player (Duitsland)           | 1996 | DOS         | 80%   |
| Mega Fun                        | 1996 | Game Boy    | 80%   |
| PC Games (Duitsland)            | 1996 | DOS         | 70%   |
| GameSpot                        | 1996 | DOS         | 60%   |
| MAXIMUM Magazine                | 1995 | PlayStation | 60%   |
| Computer Gaming World (CGW)     | 1996 | DOS         | 50%   |
| HonestGamers                    | 2013 | PlayStation | 30%   |